# 建部インターチェンジ

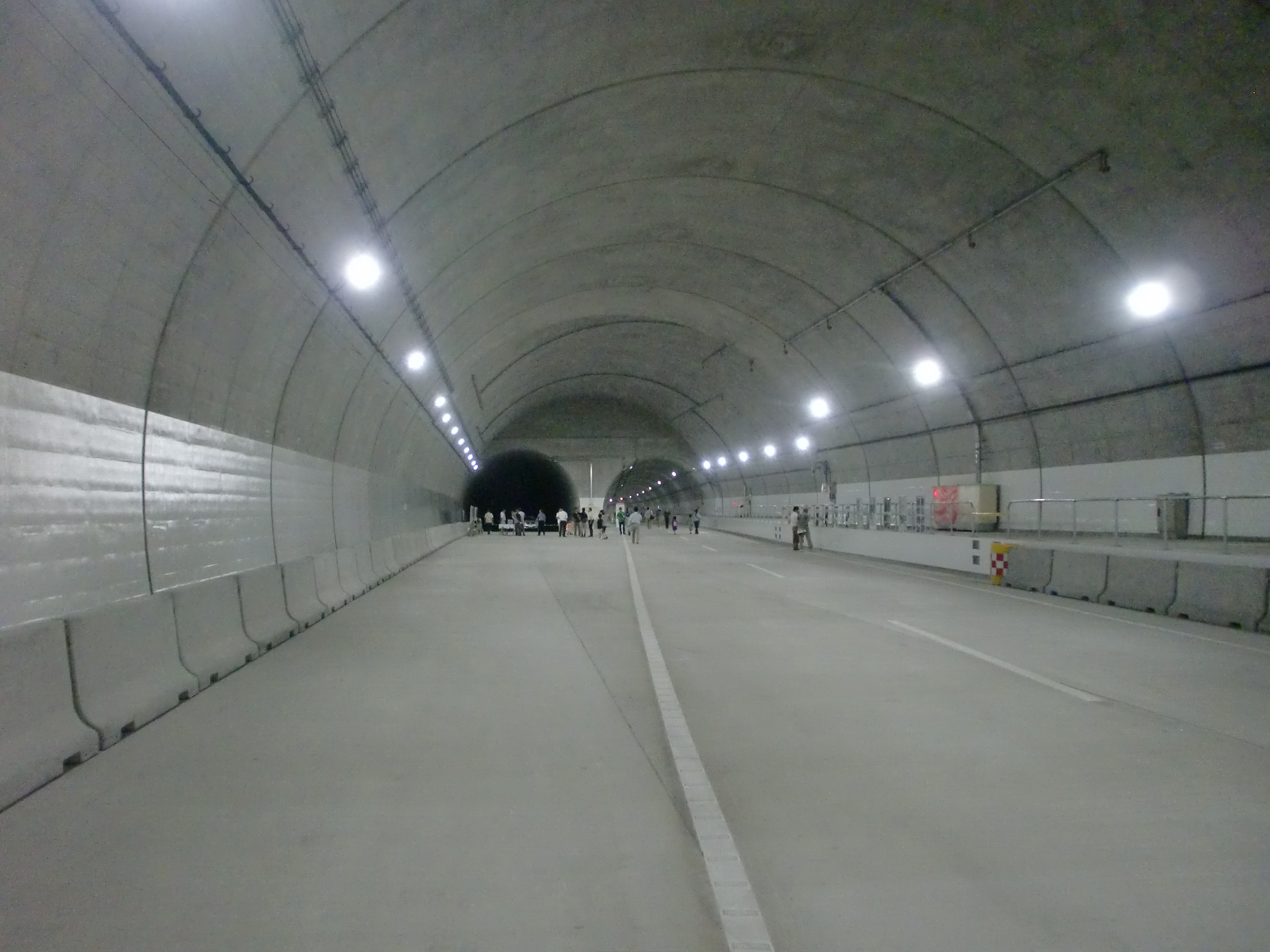
新武岡トンネルの本線（左）と建部ICのランプ（右）の合流部

建部インターチェンジ（たけべインターチェンジ）は鹿児島県鹿児島市武三丁目にある鹿児島東西幹線道路のインターチェンジ。鹿児島IC方面入口のみのクォーターインターチェンジである。
当初は新武岡トンネルの供用にあわせて2009年度に供用開始される予定であったが、新武岡トンネルの掘削が遅れ、2013年9月29日に供用が開始された。
新武岡トンネル内にある鹿児島東西幹線道路の本線（建設中）と建部神社前交差点から本線に向かうランプが合流する部分の掘削断面積が378m2となっており、日本一の掘削断面積となっている。

## ランプ
鹿児島市街側から鹿児島IC方面（上り線）へは新武岡トンネルへ接続するランプトンネルを通行し、新武岡トンネルの本線部に接続する。鹿児島ICから鹿児島市街方面へは、既存の武岡トンネルを通行することになる。
その他のランプについては、新武岡トンネル延伸後についても上り線オフランプ、武岡トンネルの北側に建設予定のトンネルについてはオン・オフランプ共に設置される予定はない。

## 歴史
- 2005年（平成17年） - 都市計画が変更され、田上IC-甲南IC間に建部ICが追加される[5]。
- 2009年（平成21年） - 都市計画変更により掘削位置が変更になる。供用目標年が2012年度末に延期になる。
- 2011年（平成23年） - 新武岡トンネルの開通予定が2013年度末に延期になる[1]。
- 2013年（平成25年）9月29日 - 新武岡トンネルの開通と共に鹿児島IC方面の供用が開始された[2]。

## 接続する道路
- 国道3号鹿児島バイパス
但し、鹿児島バイパスから上り線オンランプ方面へは転回禁止規制があるため直接接続できない。
- 鹿児島県道24号鹿児島東市来線

## 隣のインターチェンジ
鹿児島東西幹線道路
(29)鹿児島IC - 田上IC - （新武岡トンネル） - 建部IC - 甲南IC（事業中）